# 施特里克巴赫河
51°23′04″N 7°15′46″E / 51.38439028°N 7.26289898°E
施特里克巴赫河（德語：Strickerbach），是德國的河流，位於該國西部，處於北萊茵-威斯特法倫州，屬於普萊斯巴赫河的左支流，河道全長1.6公里，流域面積0.8平方公里。